# Petrorhagia dubia
Petrorhagia dubia — вид квіткових рослин родини гвоздичні (Caryophyllaceae). Етимологія: лат. dubia — «сумнівний».

## Морфологічна характеристика
Однорічна трава від 25 до 60(90) сантиметрів заввишки. Листя довжиною до 6 см. Суцвіття — голова. Пелюстки від яскраво-рожевого до пурпурного або лавандового кольору з більш темними жилками. Плід — капсула, яка містить багато крихітного насіння.

## Поширення
Батьківщина. Північна Африка: Алжир; Лівія; Марокко; Туніс. Західна Азія: Кіпр; Ізраїль; Йорданія; Ліван; Сирія; Туреччина. Південна Європа: Албанія; Болгарія; Хорватія; Греція; Італія; Македонія; Франція; Португалія; Гібралтар; Іспанія. Натуралізований. Іспанія — Канарські острови; ПАР; Австралія; Нова Зеландія; Сполучені Штати; Чилі.